# 高橋松吉
高橋 松吉（たかはし まつよし、1955年9月13日 - ）は、秋田県出身の元自転車競技（ロードレース）選手。

## 略歴
大曲東高等学校卒業。ミヤタ自転車工業に入社後、レーシング部の一員として活躍。実業団レースでは常に逃げて独走優勝がスタイルだった。1984年のロサンゼルスオリンピックにおいて、1964年の東京オリンピック以来、20年ぶりとなるオリンピック大会の男子個人ロードレース出場を果たし45位。同年日本人初の、近代ステージレース、アメリカのクアーズクラシックにパールイズミチームで出場して完走を果たす。翌年1985年もサンツアーチームの一員として森幸春、ボブ・ロール、ギャビン・ティルコット等と参戦して完走する。同年、アマチュアのツールドフランスと呼ばれる、ツール・ド・ラヴニールに日本代表メンバーとして参戦し完走。1987年の第1回ツール・ド・北海道では、最終ステージで前日まで総合首位の三谷寛志を逆転し、初代総合優勝者に輝いた。
1988年、ツール・ド・北海道優勝と世界レベルに近づく為、国内エース級の選手を招集し、ボスコレーシングチーム（後にエプソン・ボスコレーシングチーム）を結成した。
その後、プロライセンスを取得し、1990年、宇都宮で開催された世界選手権プロロードレースに出場（途中棄権）。また、1992年に結成された日本人選手のみのプロチームである、ジャパン・プロロード・プロジェクトの一員としても活動した。
引退後は日本代表や実業団チームなどの監督、コーチを歴任。2004年アテネオリンピックでは、ロードレースのコーチとして帯同した。